# 22994 Workman
22994 Workman è un asteroide della fascia principale. Scoperto nel 1999, presenta un'orbita caratterizzata da un semiasse maggiore pari a 2,9171401 UA e da un'eccentricità di 0,1101316, inclinata di 3,00596° rispetto all'eclittica.